# Europees kampioenschap voetbal 2020 (Groep C) Oekraïne - Oostenrijk
Dit artikel gaat over de wedstrijd in de groepsfase in groep C tussen Oekraïne en Oostenrijk die gespeeld werd op maandag 21 juni 2021 in de Arena Națională te Boekarest tijdens het Europees kampioenschap voetbal 2020. Het duel was de 28ste wedstrijd van het toernooi.

## Voorafgaand aan de wedstrijd
- Oekraïne stond bij aanvang van het toernooi op de veertiende plaats van de FIFA-wereldranglijst.[1] Vijftien Europese landen en EK-deelnemers stonden boven Oekraïne op die lijst. Oostenrijk was op de 23ste plaats terug te vinden.[2] Oostenrijk kende veertien Europese landen en EK-deelnemers met een hogere positie op die lijst.
- Oekraïne en Oostenrijk troffen elkaar voorafgaand aan deze wedstrijd al twee keer, beide keren in oefenwedstrijden. In november 2011 won Oekraïne met 2–1, in juni 2012 won Oostenrijk met 3–2.
- Voor Oekraïne was dit haar derde deelname aan een EK-eindronde en wel op rij. Op zowel het EK 2012 als het EK 2016 strandde Oekraïne in de groepsfase. Oostenrijk nam voor een derde maal deel aan een EK-eindronde en voor een tweede maal op rij. Ook Oostenrijk kwam in haar beide vorige deelnames, het EK 2008 en het EK 2016, niet verder dan de groepsfase.
- Eerder in de groepsfase verloor Oekraïne met 3–2 van Nederland en won met 2–1 van Noord-Macedonië. Om zich te verzekeren van de tweede plaats in de groep, en dus een plaats in de volgende ronde, had Oekraïne genoeg aan een gelijkspel. Oostenrijk won met 3–1 van Noord-Macedonië en verloor met 2–0 van Nederland. Oostenrijk moest deze wedstrijd winnen om zich te verzekeren van een tweede plaats in de groep en dus een plek in de achtste finales.

## Wedstrijdgegevens[3]
| Datum                  | 21 juni 2021 | 21 juni 2021 |
| Aftrap                 | 18:00 uur | 18:00 uur |
| Wedstrijdnummer        | 28 | 28 |
| Stadion                | Arena Națională, Boekarest                                                                                             | Arena Națională, Boekarest                                                                                             |
| Toeschouwers           | 10.472 | 10.472 |
| Scheidsrechter         | Cüneyt Çakır | Cüneyt Çakır |
| Assistenten            | Bahattin Duran Tarik Ongun                                                                                             | Bahattin Duran Tarik Ongun                                                                                             |
| Vierde official        | Daniel Siebert | Daniel Siebert |
| Videoscheidsrechters   | Massimiliano Irrati José María Sánchez Martínez (assistent) Iñigo Prieto (assistent) Juan Martínez Munuera (assistent) | Massimiliano Irrati José María Sánchez Martínez (assistent) Iñigo Prieto (assistent) Juan Martínez Munuera (assistent) |
| Man van de wedstrijd   | Florian Grillitsch | Florian Grillitsch |
|                        | Oekraïne | Oostenrijk |
| Doelpunten             | 0 | 1 |
| Gele kaarten           | 0 | 0 |
| Rode kaarten           | 0 | 0 |
| Wissels                | 3 | 3 |
| Schoten op doel        | 1 | 4 |
| Schoten naast doel     | 2 | 8 |
| Overtredingen          | 10 | 11 |
| Hoekschoppen           | 4 | 9 |
| Buitenspel             | 1 | 2 |
| Passnauwkeurigheid (%) | 81 | 79 |
| Balbezit (%)           | 51 | 49 |

| Oekraïne | 0 – 1          | Oostenrijk |
| | goals (assist) | 21' Christoph Baumgartner (David Alaba) |
| Andrij Sjevtsjenko | bondscoach     | Franco Foda |
| Heorhij Boesjtsjan Oleksandr Karavajev Illya Zabarnyi Mykola Matvijenko Vitaliy Mykolenko 85' Serhij Sydortsjoek Mykola Sjaparenko 68' Oleksandr Zintsjenko Andrij Jarmolenko Roman Jaremtsjoek Roeslan Malinovski 46' | opstellingen   | Daniel Bachmann Stefan Lainer Aleksandar Dragović Martin Hinteregger David Alaba Xaver Schlager 72' Konrad Laimer Florian Grillitsch 32' Christoph Baumgartner Marcel Sabitzer 90' Marko Arnautović |
| Viktor Tsihankov 46' Marlos 68' Artem Besjedin 85' | wissels        | 32' Alessandro Schöpf 72' Stefan Ilsanker 90' Saša Kalajdžić |
| | gele kaarten   | |
| | rode kaarten   | |